# Matucana huagalensis
Matucana huagalensis ist eine Pflanzenart in der Gattung Matucana aus der Familie der Kakteengewächse (Cactaceae). Das Artepitheton huagalensis verweist auf das Vorkommen der Art auf der Hazienda Hugal.

## Beschreibung
Matucana huagalensis wächst meist einzeln und nur selten sprossend mit abgeflacht kugelförmigen bis breit zylindrischen, grünen Trieben und erreicht bei Durchmessern von 15 Zentimetern Wuchshöhen von bis zu 25 Zentimeter. Es sind etwa 18 scharfkantige, gehöckerte Rippen vorhanden. Von den weißen bis hellbraunen Dornen besitzen einige eine dunklere Spitze. Die drei bis vier Mitteldornen sind bis zu 4 Zentimeter, die 18 bis 20 Randdornen 1 bis 2 Zentimeter lang.
Die etwas schiefsaumigen Blüten sind hellrosafarbenen bis eventuell fast weiß. Sie sind bis zu 10 Zentimeter lang. Die kugelförmigen Früchte sind grün.

## Verbreitung, Systematik und Gefährdung
Matucana huagalensis ist in der peruanischen Region Cajamarca nahe dem Zusammenfluss von Río Marañón und Río Crisnejas in Höhenlagen von 2000 bis 2500 Metern verbreitet.
Die Erstbeschreibung als Borzicactus huagalensis erfolgte 1970 durch John Donald Donald und Alfred Bernhard Lau. Rob Bregman und seine Mitautoren stellten die Art 1988 in die Gattung Matucana. Ein Synonym ist Submatucana huagalensis (Donald & A.B.Lau) hort. (ohne Jahr, nom. inval. ICBN-Artikel 29.1).
In der Roten Liste gefährdeter Arten der IUCN wird die Art als „Critically Endangered (CR)“, d. h. als vom Aussterben bedroht geführt.

## Nachweise